# Phố Do Thái tại Třebíč
Phố Do Thái tại Třebíč nằm ở thị trấn Třebíč, Morava, Cộng hòa Séc. Đây là một trong những khu Ghetto bảo tồn của người Do Thái tốt nhất châu Âu. Chính vì vậy, nó cùng với Vương cung thánh đường Thánh Procopius tại Třebíč đã được UNESCO công nhận là Di sản thế giới vào năm 2003. Đây cũng chính là tàn tích đặc biệt về một công trình kỷ niệm Do Thái ngoài Israel duy nhất có được danh hiệu này.
Khu vực này nằm trên bờ phía bắc của sông Jihlava, được bao quanh là đá và dòng sông. Khu phố bao gồm 123 ngôi nhà, hai Hội đường Do Thái giáo và một nghĩa trang Do Thái không nằm trong khu vực thị trấn.
Tất cả các cư dân Do Thái chính gốc (năm 1890 có gần 1.500 người Do Thái, nhưng trong thập niên 1930 chỉ có 300 trong số đó là còn theo Do Thái giáo)  đã bị trục xuất và bị sát hại trong các trại tập trung của Đức Quốc Xã trong Thế Chiến II. Chỉ có 10 người trong số họ đã trở về sau chiến tranh. Do đó, nhiều tòa nhà của thị trấn (ví dụ như tòa thị chính, văn phòng thầy đạo, bệnh viện, hoặc trường học) sau đó đã không còn phục vụ cho mục đích ban đầu nữa và những ngôi nhà hiện nay đang thuộc sở hữu của những người không theo Do Thái giáo.

## Hình ảnh

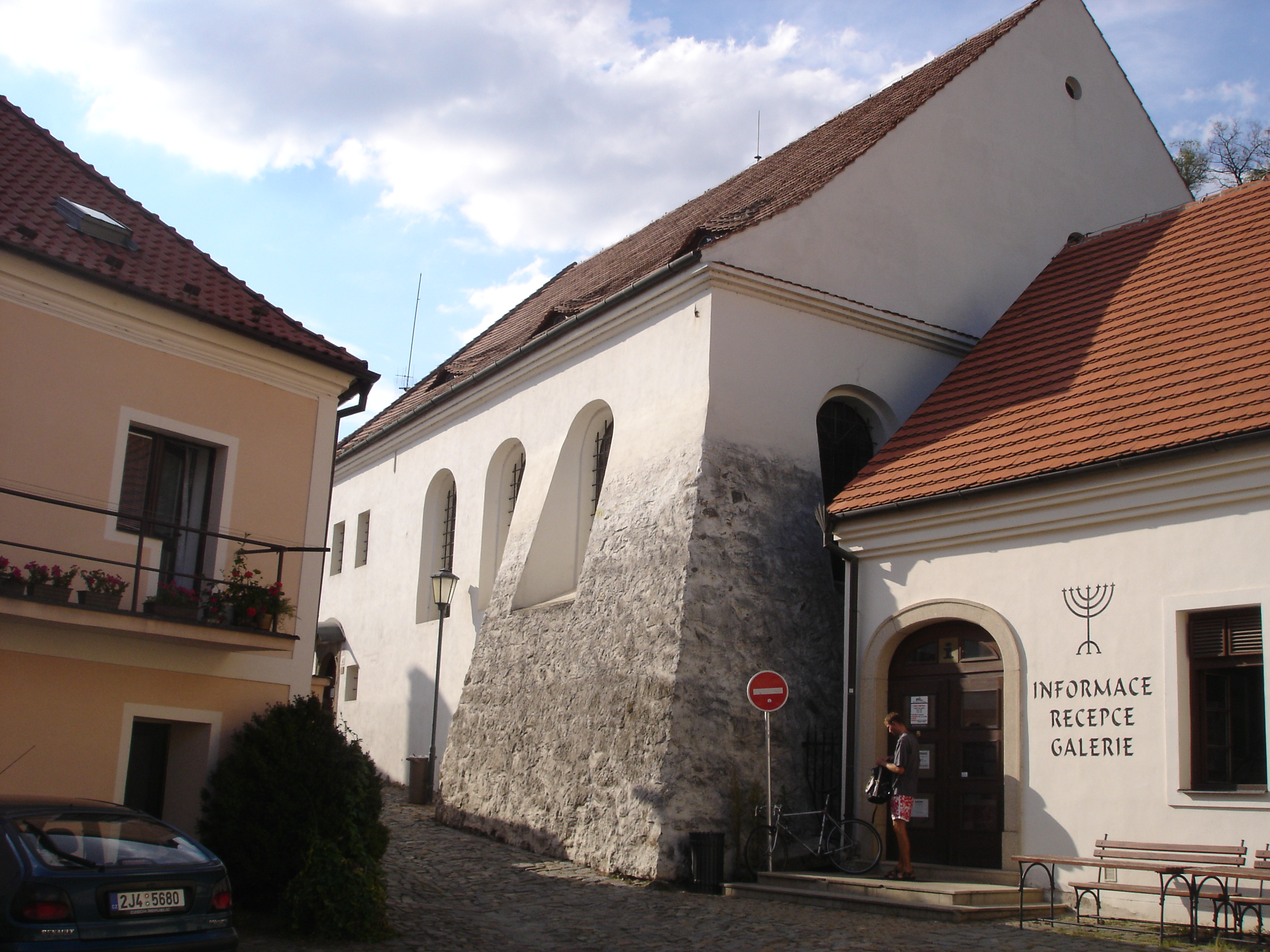
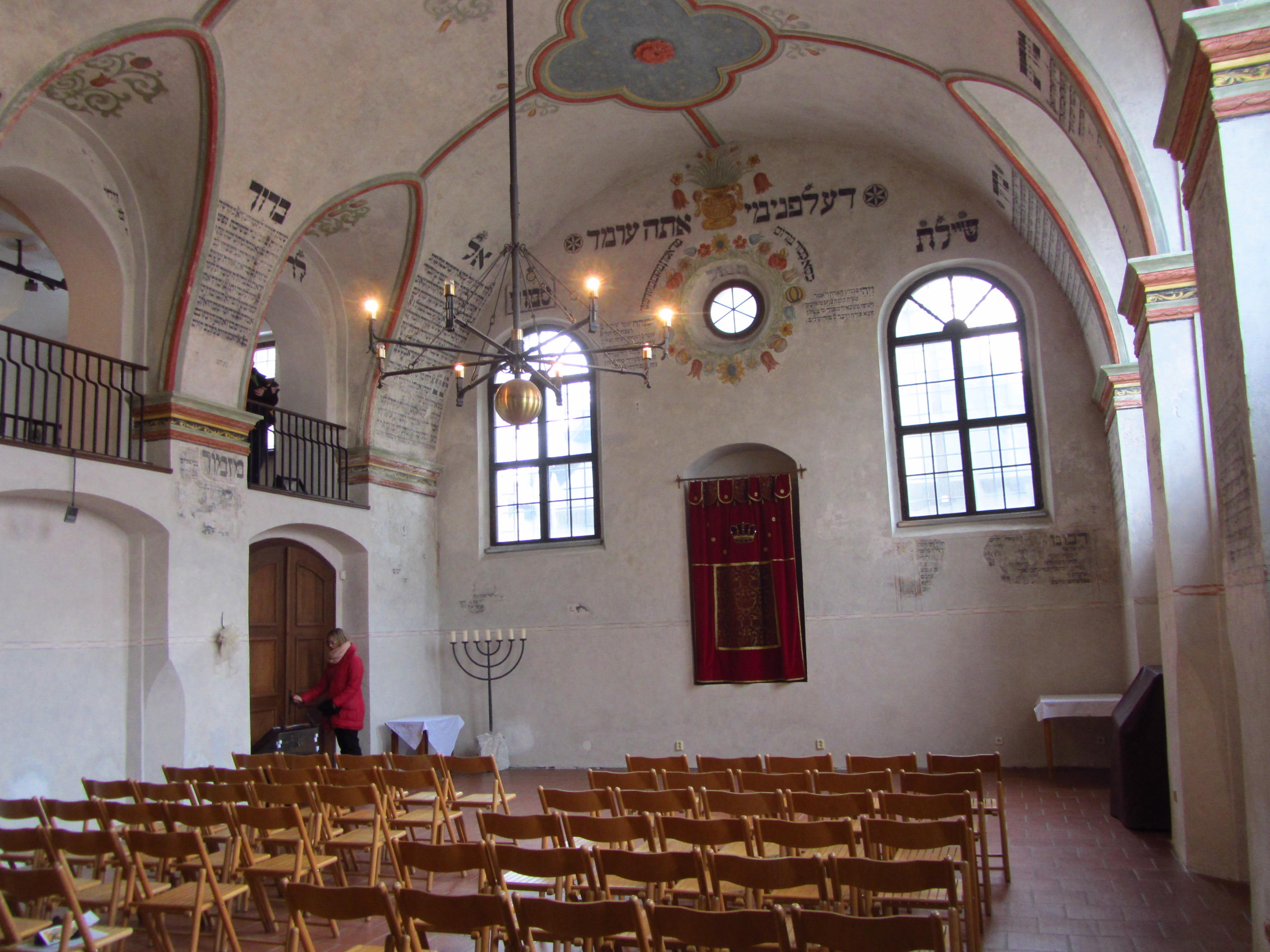
Bên trong một Hội đường Do Thái giáo tại Třebíč
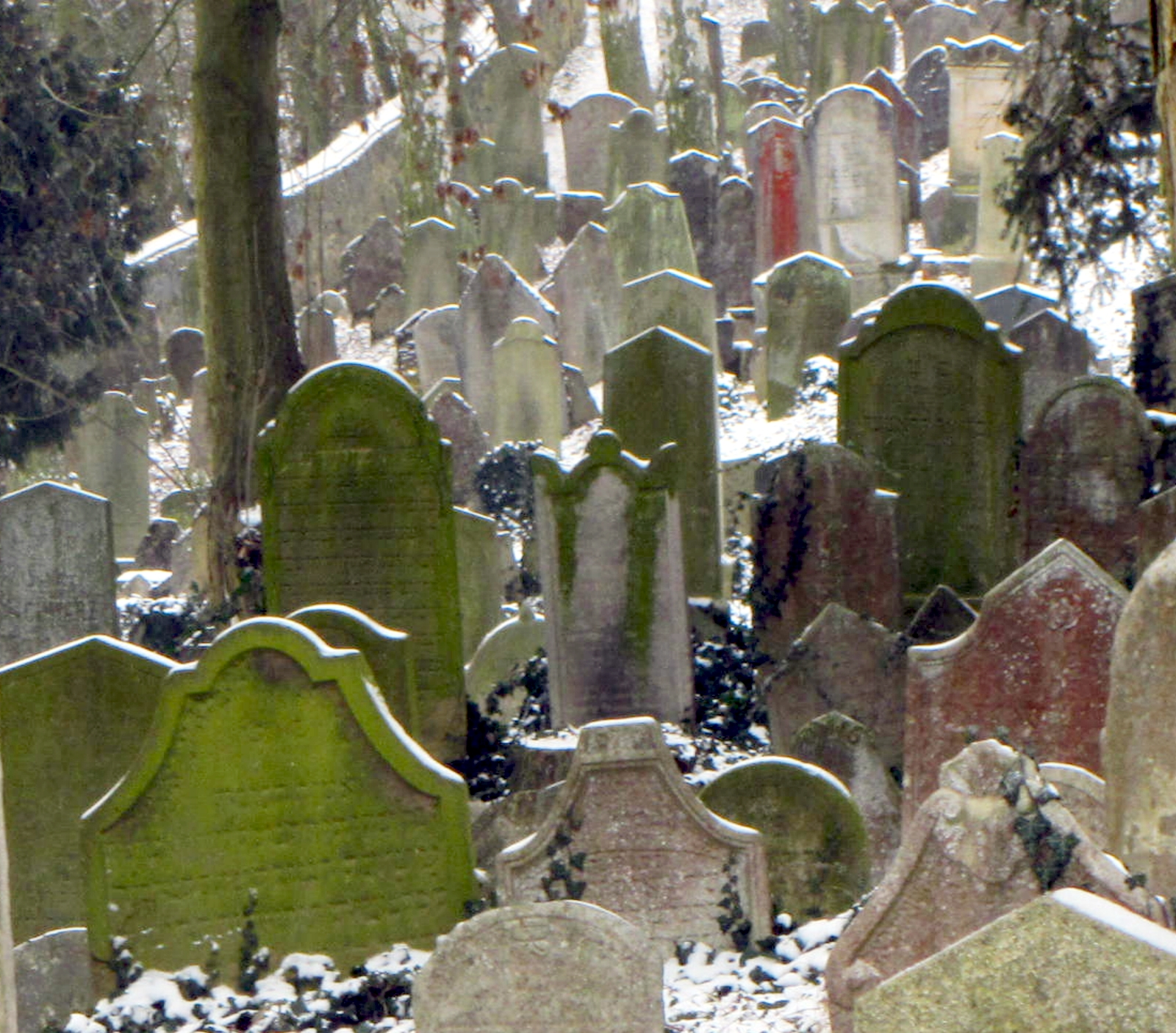
Nghĩa trang Do Thái, Třebíč
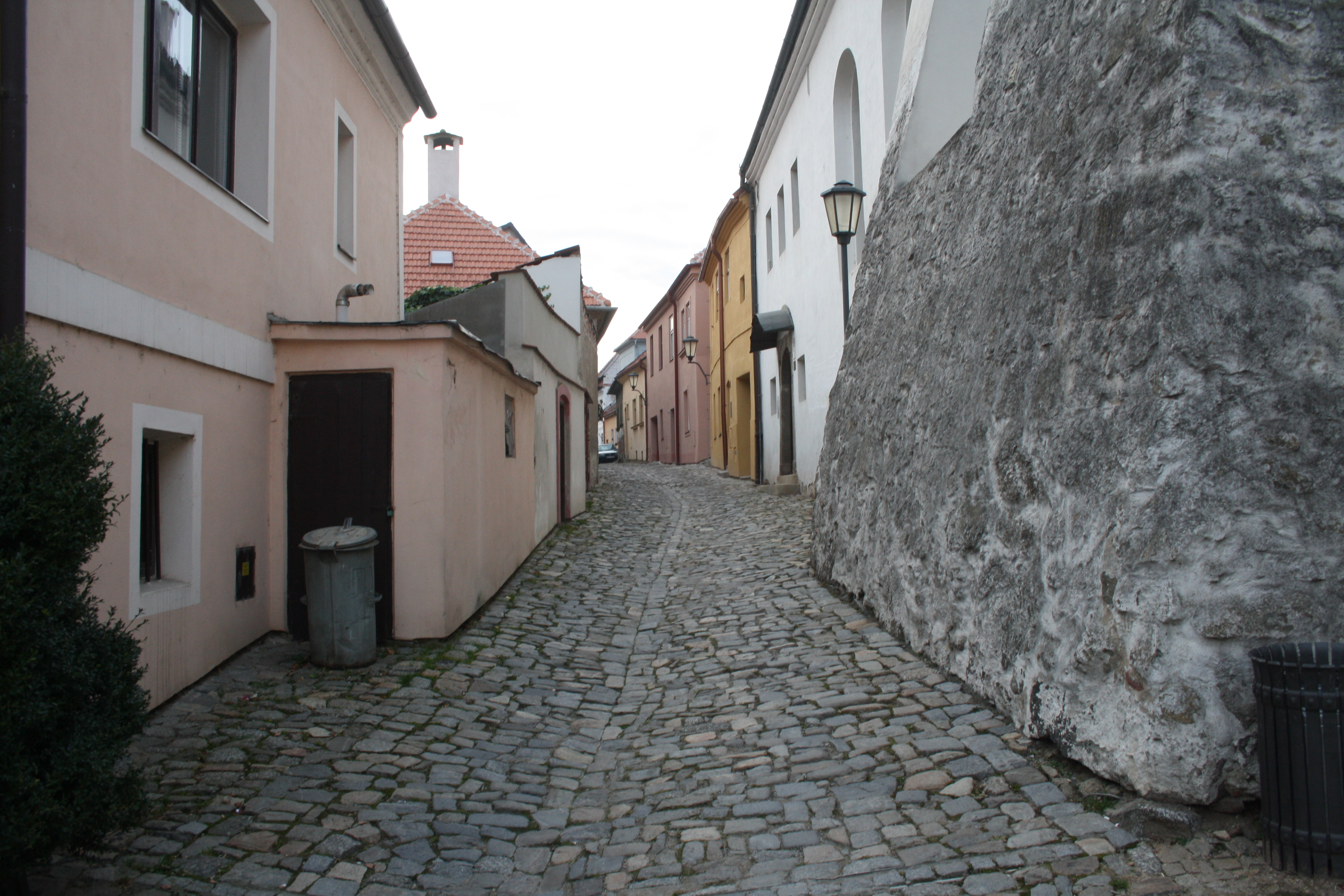
Các con đường trong Phố Do Thái